# Быдгощ-Запад
Быдгощ-Запад (пол. Bydgoszcz Zachód) — остановочный пункт в городе Быдгощ (расположен в дзельнице Флисы), в Куявско-Поморском воеводстве Польши. Имеет 2 платформы и 2 пути.
Остановочный пункт на железнодорожной линии Кутно — Пила-Главная.